# 레온나토스
레온나토스(고대 그리스어: Λεόννατος, 라틴어: Leonnatos, 기원전 356년 – 기원전 322년)는 마케도니아 왕국의 알렉산더 3세를 보좌한 무장으로 디아도코이 중 한 사람이다.

## 알렉산더 대왕의 원정
레온나토스는 기원전 356년에 마케도니아 왕국을 향한 작은 왕국 린케스티스(Lynkestis)의 왕가에서 안테아스의 아들로 태어난 났으며, 동갑내기인 알렉산더 3세와 어린 시절부터 친구였다.
마케도니아의 신하가 된 레온나토스는 헤타이로이 중 한 사람으로서 알렉산더의 동방원정에 참가했다. 기원전 331년에 이수스 전투에서 생포된 페르시아 왕 다리우스 3세의 아내와 딸에게 레온나토스는 왕에 의해 남겨진 다리우스의 죽음을 슬퍼하는 이들에게 다리우스의 존명을 전했다. 같은 해 이집트의 멤피스에서 아리바스가 병사를 하자, 그 후임으로 측근 호위관이 되었다.
다리우스 3세의 사후 기원전 328년 어느 주연에서 페르시아의 ‘궤배 예식’(proskynesis)이 화제에 올랐다. 알렉산더 대왕은 이것을 궁중예절로 도입하고 싶어했지만, 대부분의 마케도니아 사람들은 그것을 노예처럼 굴종하는 행위라고 여기고 싫어했다. 그 때 종군했던 철학자인 카리스테네스는 페르시아 식 궤배 예절에 반대론을 폈고, 레온나토스 또한 페르시아 인이 궤배할 때의 모습이 비굴하다고 비웃었고 그것이 왕을 분노하게 했다. 이후 화해하지만, 이때 레온나토스는 동서화합을 꾀하며 왕의 비위를 거슬렀다.
기원전 327년에 레온나토스는 아스파시오이 인, 구라이오이 인, 앗사케노이 인의 땅에서 전투를 치루며 프톨레마이오스와 함께 부상을 당했다. 파레이타카이 인들의 ‘코리에네스 요새’를 공략할 때 공략을 위한 공사를 페르디카스와 프톨레마이오스 부대와 교대로 실시했다. 아리이온(나와가이) 근처의 산에서 전투에서는 왕이 나눈 부대 중 한 부대를 이끌고 승리했다.
기원전 326년에 히다스페스강을 내려갈 때 레온나토스는 삼단노선의 의장을 담당하는 사람 중 한 명이 되었다. 기원전 325년의 말와 공성전에서는 요새에서 혼자 싸우고 있는 왕을 페우케스타스, 아브레아스와 함께 감싸 분전했다. 그 후, 레온나토스는 오레이타이 인들의 땅에 태수 아포로파네스와 함께 그 보좌하며 아그리아네스 인 부대 전원과 궁병부대와 기병부대의 각각 일부, 다른 그리스인 용병 보병과 기병을 이끌고 잔류하였고, 네아르코스의 함대가 올 때까지 대기했다. 잔류 중에 오레이타이 인의 반란이 일어나 아포로파네스는 전사했고, 레온나토스는 반란을 진압한 후 오레이티스 연안에서 네아르코스의 함대와 해후하여 음식과 인원을 보충했다. 이상의 공적으로 레온나토스는 동정의 공훈은 페우케스타스에 이은 제2위를 차지했고, 수사에서 황금 왕관을 수여받았다.

## 알렉산더의 사후
기원전 323년 알렉산더의 죽음에 즈음하여 레온나토스는 페르디카스, 크라테로스, 안티파트로스 등 다른 유력 인사들과 함께 왕비 록사네에게서 태어난 아이(이후 알렉산더 4세)의 임시 후견인으로 지명되었다. 바빌론 회의에서 제국을 분할하는 회의에서 레온나토스는 헬레스폰투스, 프리기아 태수가 되었다.
바빌론 회의에서는 아직 마케도니아의 세력으로 편입되지도 않았던 카파도키아와 파플라고니아를 에우메네스에게 할당을 했다. 그는 그 지방을 정복하기 위해 레온나토스와 안티고노스에게 원군을 요청했다. (아마 에우메네스가 소아시아의 라이벌이 되는 것을 두려워했기에) 안티고노스는 요청을 거절했지만, 레온나토스는 요청을 받아들여 군사를 이끌고 바빌론에서 프리기아까지 에우메네스와 동행했다.
그러나 때를 같이하여 알렉산더의 죽음을 틈타 그리스인들이 반란 (라미아 전쟁)을 일으킨다. 그리스 연합군에 의해 라미아에 봉쇄된 안티파트로스에게 원군 요청을 받는다. 레온나토스는 그에 따라 카파도키아로 원정을 보내야 할 군 대부분을 이끌고 그리스로 건너 갔다. 그러나 사실 레온나토스는 알렉산더 3세의 여동생이자, 에피로스의 왕 알렉산드로스 1세의 미망인 클레오파트라와 결혼하고, 안티파트로스의 실권을 빼앗을 것이라고 에우메네스에게 말하고 그를 자기편으로 끌어들이려 했다. 동시에, 에우메네스에게 안티파토로스의 구원을 호소한 인물로, 에우메네스는 정치적으로 대립하던 카르디아의 참주 헤카타이오스와 화해하고 함께 가자고 했지만, 에우메네스는 그것을 거절하고 페르디카스의 곁으로 달려갔다.
라미아에서 레온나토스는 안티파트로스를 탈출시키는데 성공했지만, 정작 자신은 적의 기병과 전투를 벌이다가 전사를 했고, 그의 군대는 안티파트로스에게 흡수되었다.